# Johan Carpelan
Johan Carpelan, född 4 mars 1672 på Odensaari i Masku socken, Åbo, död 31 januari 1740 i Stockholm, var en svensk-finsk gravör och militär.
Han var son till häradshövding Carl Carpelan och Maria von Qvickelberg. Om fadern har det sagts att han på sönernas uppfostran nedlagt så stora kostnader att han som gäld måste sälja sitt arvegods.
Carpelan avlade studentexamen 1690 och fortsatte därefter inom det militära där han utnämndes till underlöjtnant 1700. När det stora nordiska kriget bröt ut blev han, och hans bror Lars Carpelan, mobiliserad i Kungliga Majestäts drabanter. Han tog avsked 1721 med överstelöjtnants titel. Under 1694 var han i det holländska amiralitetets tjänst och medverkade i kriget mot Frankrike, där han skadades svårt. 1713 var han med om kalabaliken i Bender. Efter att han tagit avsked bosatte han sig i Niedersachsen där han sysselsatte sig med vetenskapliga spekulationer och gravering av kopparstick.